# تلویزیون کویت
تلویزیون کویت (عربی: تلفزيون الكويت) ایستگاه تلویزیونی رسمی و حکومتی متعلق به دولت کویت است که در سال ۱۹۶۱ تاسیس شد. این ایستگاه تلویزیونی در حال حاضر دارای ۹ شبکه است.